# Ablancourt
Ablancourt és un municipi francès situat al departament del Marne i a la regió del Gran Est. El 2021 tenia 165 habitants.